# Băicoi
Băicoi est une ville roumaine du județ de Prahova, dans la région historique de Valachie et dans la région de développement du Sud.

## Géographie
La ville de Băicoi est située dans le centre-est du județ, à la limite des collines subcarpathiques de la Prahova, à 11 km au sud-est de Câmpina et à 14 km au nord-ouest de Ploiești, le chef-lieu du județ.
La municipalité est composée des localités suivantes :
- Băicoi ;
- Dâmbu ;
- Liliești ;
- Schela ;
- Țintea ;
- Tufeni.

## Histoire
La première mention écrite de la ville date de 1597 sous le règne de Michel Ier le Brave, prince de Valachie.
Le nom de la ville provient sans doute du nom roumain Baicu, d'origine coumane. Lors de fouilles archéologiques, on a trouvé des monnaies d'époque dace.
Băicoi a obtenu le statut de ville en 1948. En 1968, la commune de Țintea fut incorporé à la ville de Băicoi.

## Politique
| Identité                       | Période   | Période                         | Durée           |
| Identité                       | Début     | Fin                             | Durée           |
| ------------------------------ | --------- | ------------------------------- | --------------- |
| Ciprian Gheorghe Stătescu (d), | 2008      | décembre 2016 (court order (en) | 8 ans           |
| Marius Constantin (d)          | juin 2017 | En cours                        | 7 ans et 9 mois |

| Parti | Parti                                      | Sièges |
| ----- | ------------------------------------------ | ------ |
|       | Parti national libéral (PNL)               | 7      |
|       | Parti social-démocrate (PSD)               | 6      |
|       | Alliance des libéraux et démocrates (ALDE) | 4      |

## Religions
En 2002, la composition religieuse de la commune était la suivante :
- Chrétiens orthodoxes, 97,19 % ;
- Adventistes du septième jour, 1,00 % ;
- Chrétiens évangéliques, 1,00 % ;
- Pentecôtistes, 0,20 %.

## Démographie
Lors du recensement de 2011, 95,48 % de la population se déclarent roumains (4,14 % ne déclarent pas d'appartenance ethnique et 0,36 % déclarent appartenir à une autre ethnie).

## Économie
L'économie de la commune repose sur l'agriculture (4 963 ha de terres agricoles), l'élevage, l'exploitation des forêts et la transformation du bois. La ville possède une petite raffinerie de pétrole et des entreprises de prestations de services à l'industrie pétrolière.

## Communications

### Routes
Băicoi se trouve sur la route nationale DN1 (Route européenne 60) Bucarest-Ploiești-Brașov.

### Voies ferrées
Băicoi se trouve à quelques kilomètres de la gare de Florești sur la ligne Bucarest-Ploiești-Brașov.
Elle est également desservie par la ligne Ploiești-Plopeni.

## Lieux et monuments
- Monastère Ghigiu, XIXe siècle ;
- Manoir Brancoveanu-Mavrocordato, XVIIIe siècle.